# Gherdana
Gherdana – wieś w Rumunii, w okręgu Bacău, w gminie Tătărăști. W 2011 roku liczyła 391 mieszkańców.